# Alto Renacimiento

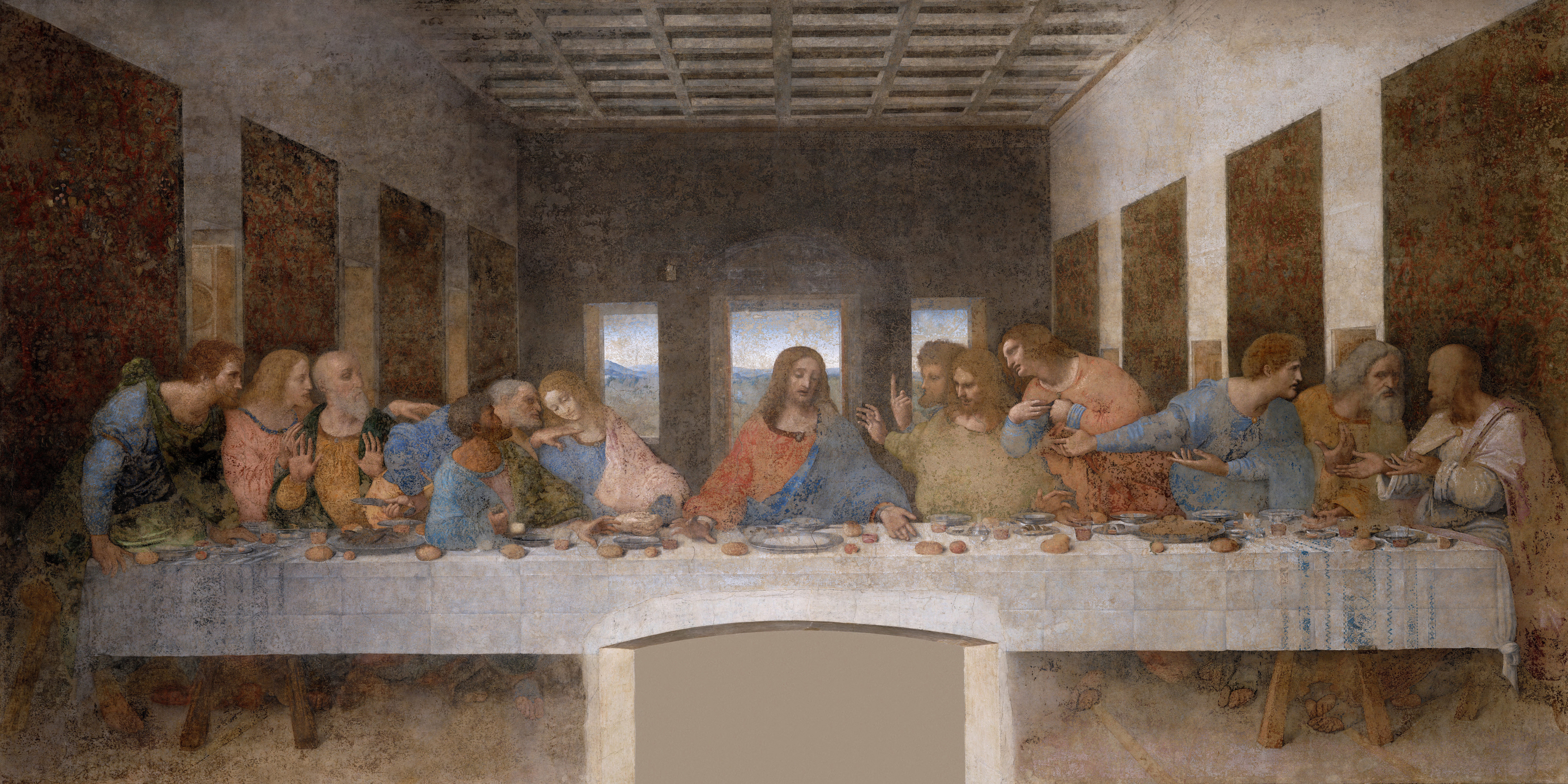
La Última Cena (Leonardo), (1495-1497).

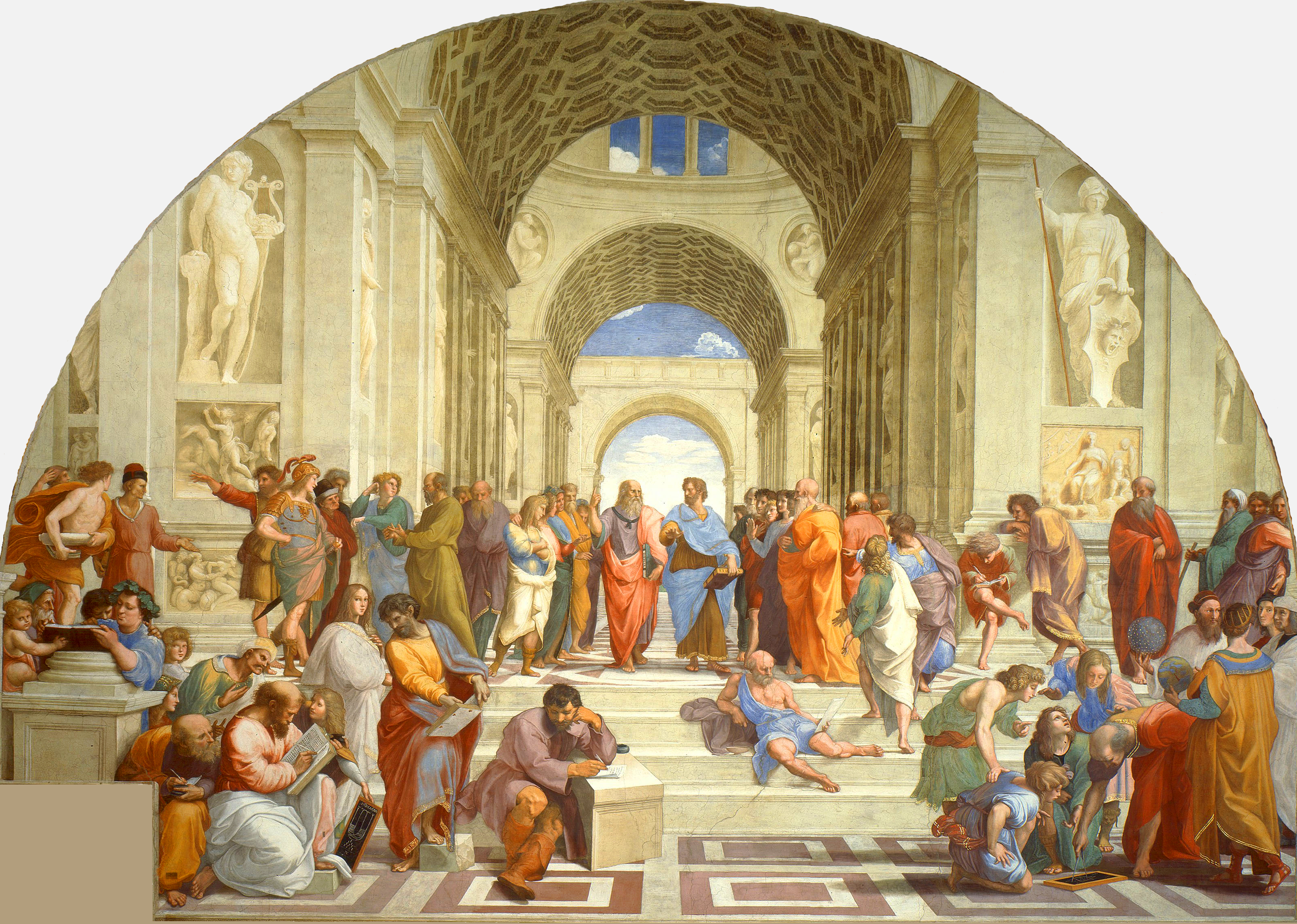
La Escuela de Atenas, en las Estancias del Vaticano, de Rafael (1509-1511).

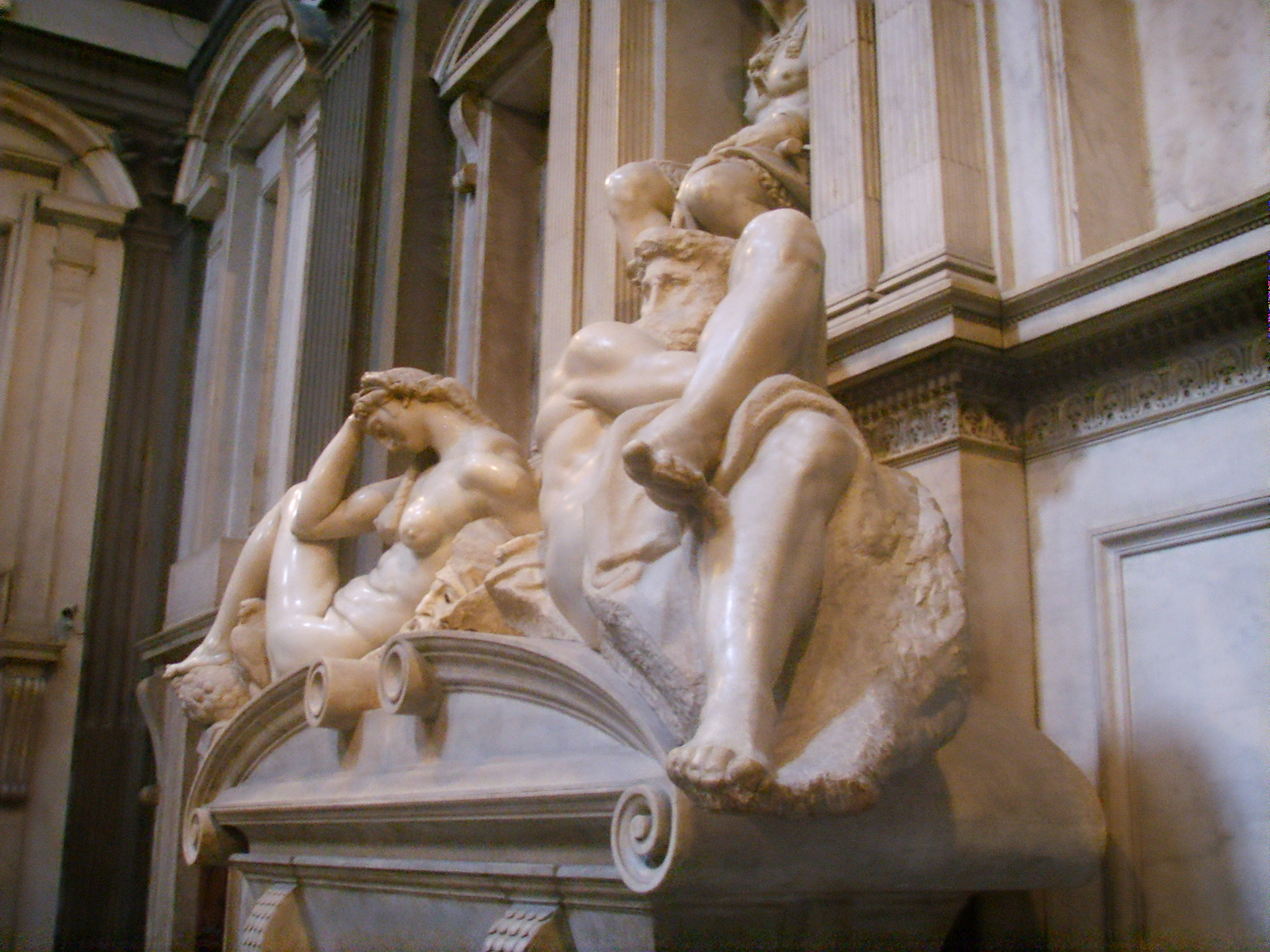
Tumba de Lorenzo de Médici, en la Capilla Medicea de Miguel Ángel (1520-1534).

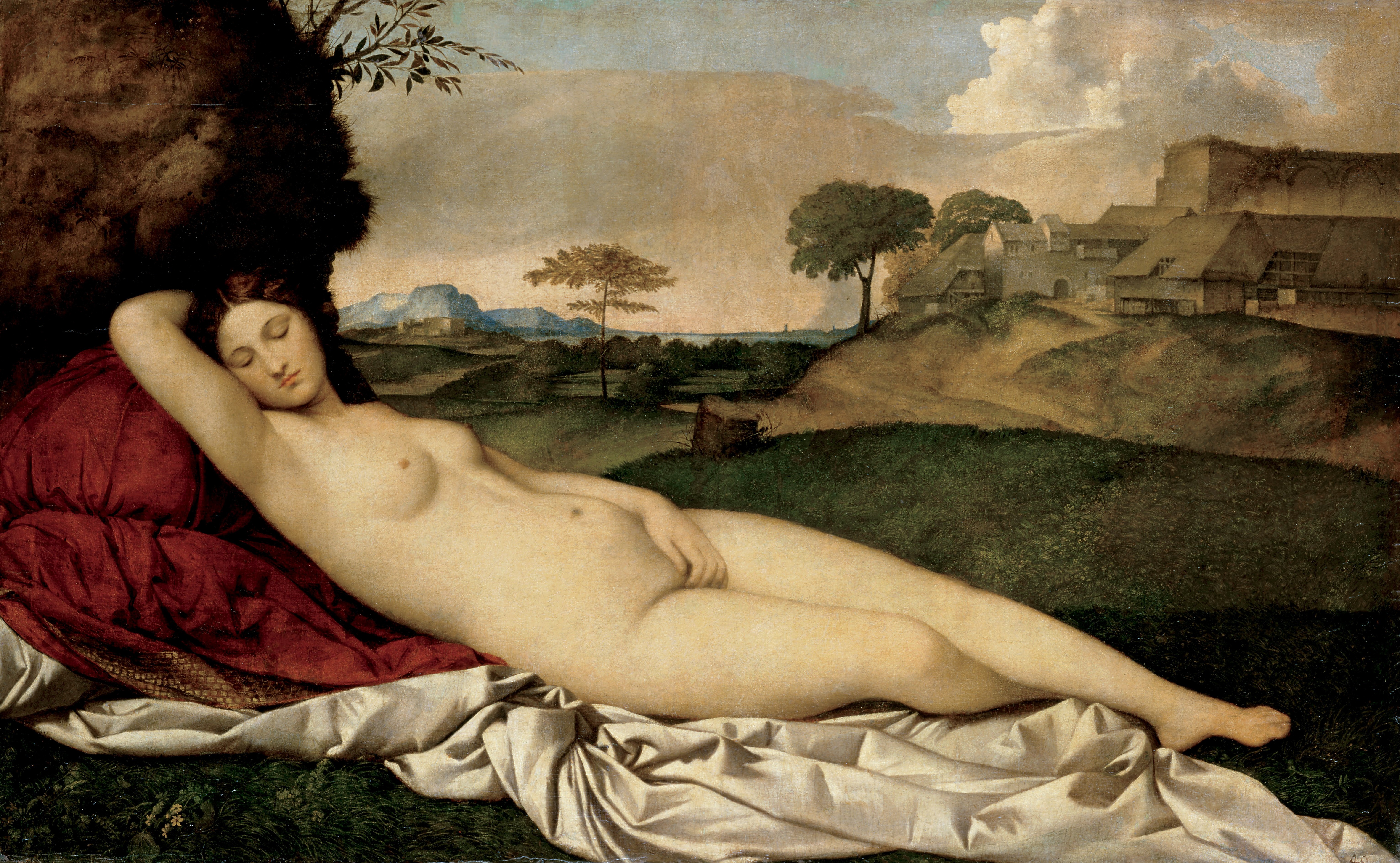
Venus dormida, de Giorgione (1501).

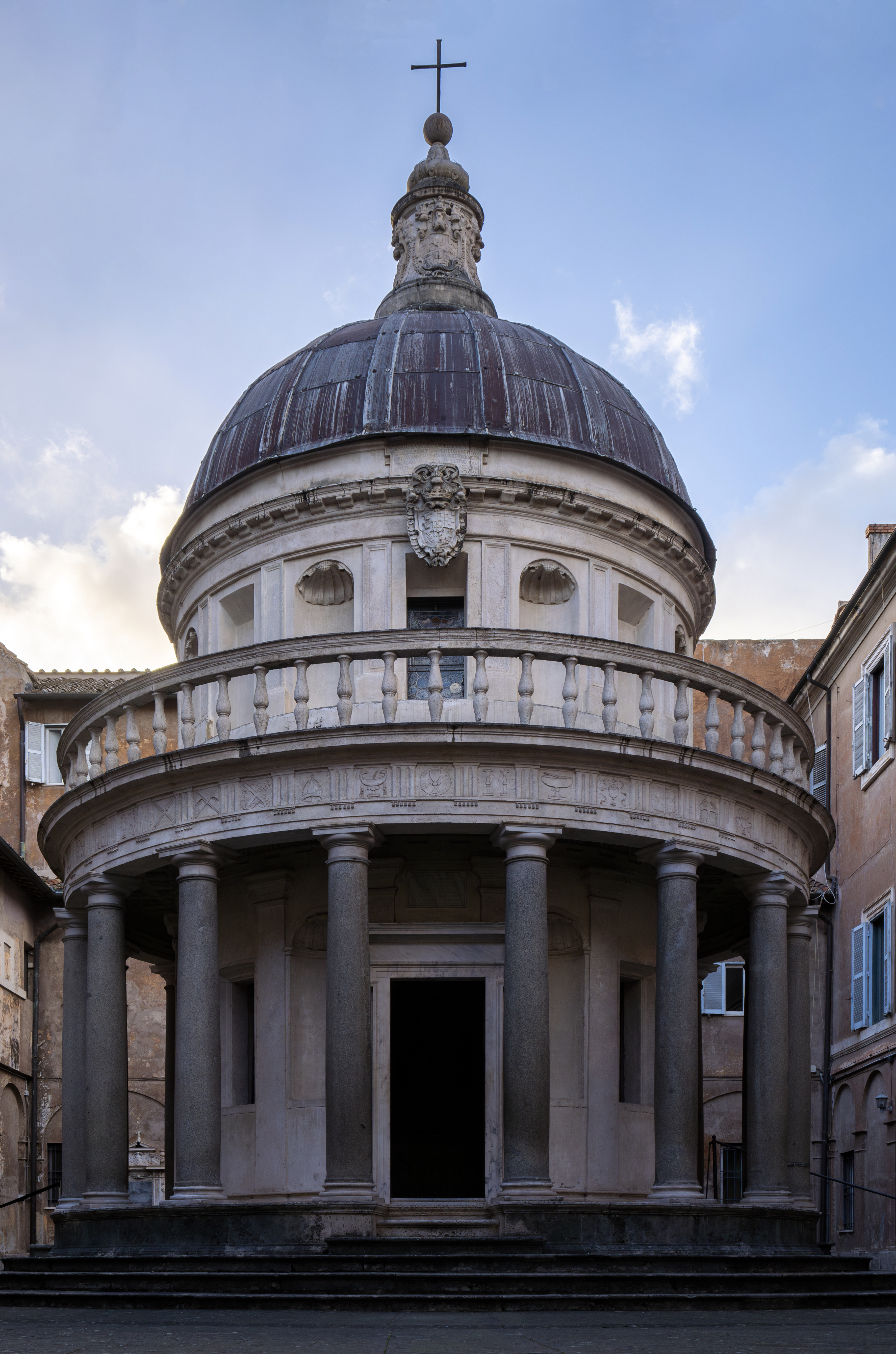
Tempieto de Bramante en San Pietro in Montorio (1502-1510).

Alto Renacimiento, Renacimiento maduro, Renacimiento pleno o Renacimiento clásico es el periodo culminante o de apogeo del Renacimiento, que comprende los años finales del siglo XV y las primeras décadas del siglo XVI. Pueden utilizarse como hitos históricos para delimitarlo el descubrimiento de América (1492) y el saco de Roma (1527); y como hitos artísticos, para iniciarlo La Última Cena de Leonardo da Vinci (1495-1497) y para terminarlo la muerte del propio Leonardo (1519), la de Rafael Sanzio (1520) o una obra culminante del tercero de los grandes protagonistas del periodo: la Capilla Medicea de Miguel Ángel (1520-1534).
El periodo que le precede es el Renacimiento inicial, y el que le continúa es el Renacimiento final. La expresión bajo Renacimiento es equívoca en su uso, incluso en la bibliografía especializada, designando tanto a uno como a otro. A veces se utiliza la expresión segundo Renacimiento como equivalente al "alto" (al ser ese Renacimiento inicial un "primer Renacimiento").

## Alto Renacimiento en Italia
En el Renacimiento italiano se produce la sustitución de Florencia por Roma como centro artístico más prestigioso (es habitual utilizar la expresión renacimiento florentino-romano). Florencia se vio sacudida por violentos movimientos sociales y políticos, que incluyeron el ascenso y caída de Savonarola y la expulsión de los Médici. En Roma, el ambiciosísimo programa artístico del Vaticano (Basílica de San Pedro, Capilla Sixtina, Estancias de Rafael) atrajo a una constelación de artistas de primer orden: Bramante, Sangallo, los citados Rafael y Miguel Ángel; entre los que se incluyen los que destacarán en el periodo siguiente, considerados manieristas (Giulio Romano, Benvenuto Cellini, etc.). Entre los demás centros artísticos de Italia, únicamente Venecia consigue igualarla en importancia, debido a las características singulares de la escuela veneciana de pintura, que asiste en esos años a la mejor parte de la producción de los Bellini, Giorgione y Tiziano.
El resto de Europa ya se estaba influyendo por la revolución artística del Primer Renacimiento o Quattrocento (años [mil] cuatrocientos en idioma italiano), pero en realidad no fue hasta el periodo posterior, el final del Cinquecento (años [mil] quinientos en italiano), denominado Bajo Renacimiento o Manierismo, cuando el impacto del arte de la fase clasicista del Renacimiento alcanzó toda su dimensión; y ello fue debido en buena parte al prestigio extraordinario que tratadistas como Vasari, autor de las Vite (1550), dieron a los genios de la generación anterior a la suya, hasta cuasi-divinizarlos (de hecho, a Rafael se le llamaba il divo -"el divino"-).
En relación con el Renacimiento de mediados del siglo XV, caracterizado por la experimentación sobre la perspectiva lineal, el Alto Renacimiento se caracterizó por la madurez y el equilibrio que se encuentra en el sfumato de Leonardo; en los volúmenes marmóreos de la terribilitá miguelangelesca; en los colores, texturas y el chiaroscuro de los venecianos o de las Madonnas de Rafael, que dan a la luz y a las sombras un nuevo protagonismo; en el adelantamiento del brazo en los retratos (como en la Gioconda); en la composición clara, especialmente la triangular, marcada por la relación de las figuras con miradas y posturas, particularmente en las manos.
El manierismo, aunque actualmente la historiografía lo define como estilo autónomo por sí mismo, inicialmente fue un término despectivo para designar a los artistas carentes de originalidad, que pintaban o esculpían alla maniera di Miguel Ángel o Rafael. Ciertamente, el prestigio que habían conseguido los artistas del Alto Renacimiento hacía que todos quisieran compararse con ellos: un artista de personalidad tan marcada como Tintoretto proclamaba usar "el color de Tiziano y el dibujo de Miguel Ángel".
Durante el siglo XVII, presidido por la estética rupturista del barroco, se mantuvo una tendencia clasicista (clasicismo francés, escuela boloñesa, pintura clasicista), que se prolongó en el siglo XVIII a través del trabajo de las academias y el estilo neoclásico (este más bien centrado en la recuperación arqueológica de la pureza de formas del arte antiguo), y en el arte contemporáneo a través del academicismo, que hasta la primera mitad del siglo XX fue el paradigma oficial del arte resistiendo a las innovaciones vanguardistas. A mediados del siglo XIX, el movimiento prerrafaelita pretendió volver a la pureza artesanal de la pintura anterior a Rafael.

## Alto Renacimiento en el resto de Europa

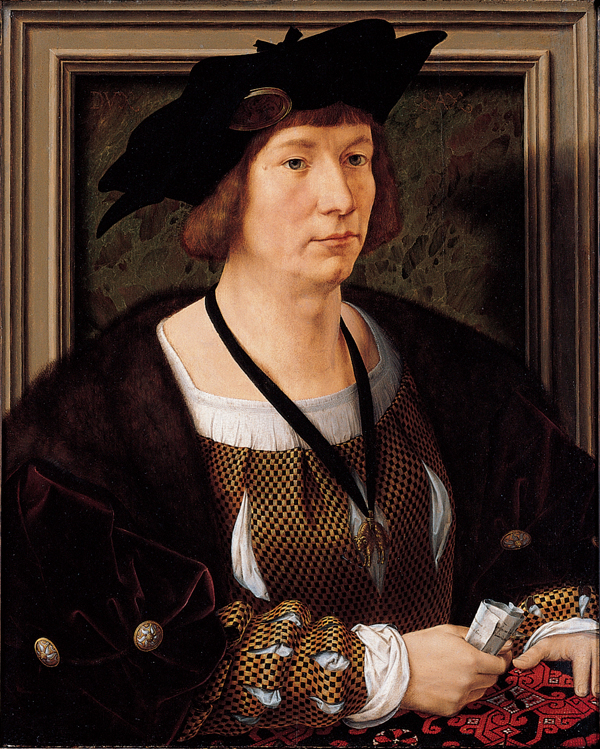
Hendrik III, Conde de Nassau-Breda, de Mabuse, 1516-1517.

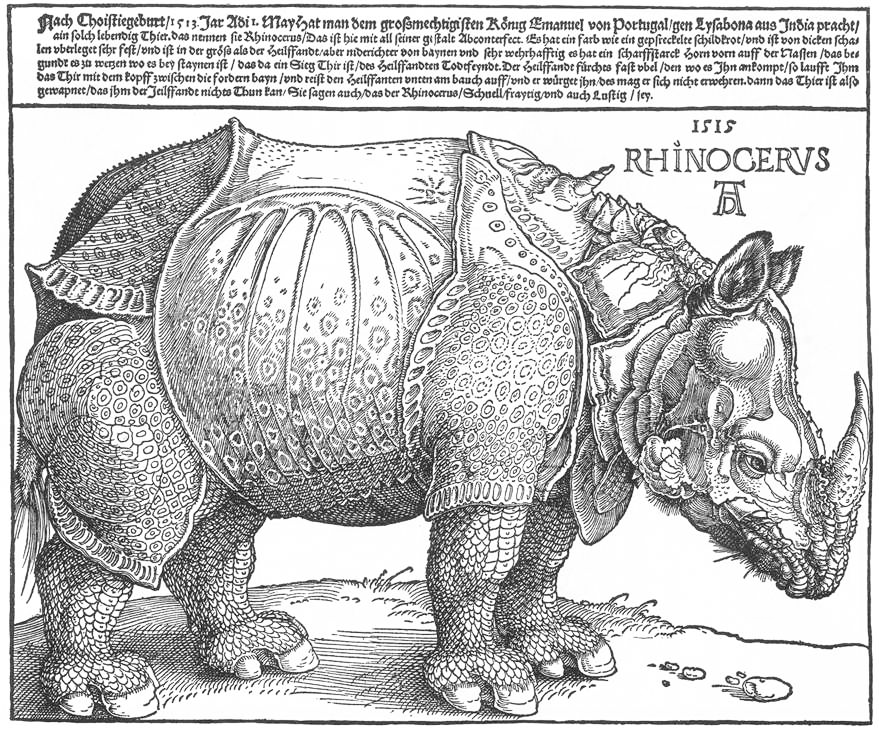
Rinoceronte, de Durero, 1515.

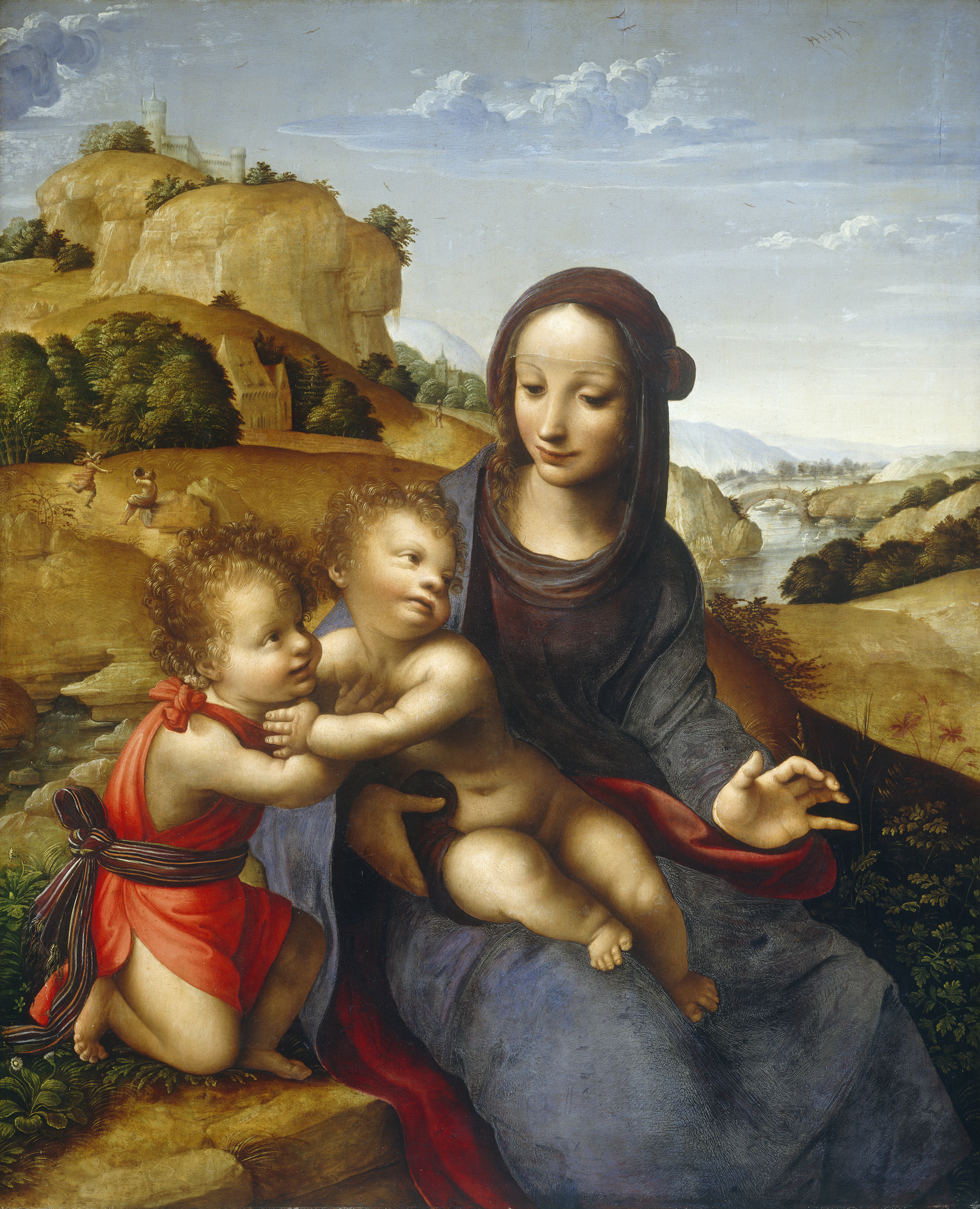
Virgen con Niño y San Juanito, Yáñez de la Almedina, 1505.

La recepción de las formas renacentistas italianas había sido lenta y no homogénea a lo largo del siglo XV; pero para mediados del siglo XVI la extensa difusión de las obras del Alto Renacimiento gracias al grabado y los textos los tratadistas (Vasari, Serlio, Vignola, Palladio) las habían convertido en un canon clásico.
El renacimiento nórdico (especialmente el renacimiento flamenco -primitivos flamencos- y el renacimiento alemán -Durero, Altdorfer, Grünewald, escuela del Danubio-) se había desarrollado como un foco autónomo aunque en relación fluida con el italiano, y también marcó un periodo clásico que, gracias a la verdadera revolución social e intelectual permitida por la imprenta (Gutenberg, 1453) convirtió la década final del siglo XV y las dos primeras del XVI (dominadas políticamente tanto en Flandes-Borgoña como en Alemania por el ascenso de Maximiliano I de Habsburgo) en el escenario de trascendentales cambios sociales, políticos e ideológicos que culminan en la Reforma protestante (las tesis de Lutero, 1517).
Para la monarquía de los Reyes Católicos y los dos primeros Habsburgo de España (Felipe el Hermoso y Carlos I -el emperador Carlos V-) la historiografía suele denominar al último cuarto del siglo XV y los dos primeros tercios del siglo XVI como el Alto Renacimiento en España, mientras que para el último tercio del siglo XVI, dominado por el ambicioso programa artístico de Felipe II reserva el término Bajo Renacimiento en España. Todos los campos de la producción intelectual española entraron en una verdadera Edad de Oro.
El renacimiento francés y el renacimiento inglés también tuvieron sus características peculiares.